# Catalina de Balmaseda y San Martín
Catalina de Balmaseda y San Martín (řeholním jménem: Catalina od Krista; 28. října 1544 Madrigal de las Altas Torres – 3. ledna 1594 Barcelona) byla španělská řeholnice Řádu bosých karmelitánů.

## Život
Narodila se 28. října 1544 v Madrigal de las Altas Torres. Byla třetí ze čtyř dětí Cristóbala de Balmaseda a Juany Bustamante. Její otec byl příbuzný Terezie od Ježíše. Jako dítě projevovala velkou zbožnost a lásku k opuštěným. Velmi brzy se rozhodla zachovat si panenství.
Strávila nějaký čas v Murcii, kvůli práci jejího otce. Po svém návratu těžce onemocněla. Slíbila Panně Marii, že pokud se uzdraví, půjde na vigilii do kostela Santa María del Castillo, což se stalo.
Dopisovala si s františkánem Alonsem Lobem. Jejím přáním bylo stát se poustevnicí, od čehož ji odvrátila Terezie od Ježíše.
Po smrti její sestry se rozhodla stát řeholnicí. Požádala Terezii od Ježíše aby mohla vstoupit do konventu Medina del Campo, což se stalo 10. července 1572. Dne 5. srpna 1573 složila své věčné řeholní sliby.
Roku 1581 pomohla svaté Terezii založit konvent v Sorii. Dne 15. června stejného roku se stala převorkou tohoto konventu. Dne 8. prosince 1583 založila karmel v Pamploně. Roku 1588 odešla do Barcelony, kde se stala převorkou, kterou byla až do své smrti.
Zemřela 3. ledna 1594.

## Proces svatořečení
Proces svatořečení byl zahájen 10. května 1988 v arcidiecézi Barcelona.